# Telesaurus
Telesaurus was een Vlaams productiehuis, opgericht in 1999 door Ward Treunen. Telesaurus profileerde zich aanvankelijk vooral met archiefshows, maar maakte later ook duidingsprogramma's en entertainmentprogramma's.
Als onafhankelijk productiehuis werkte Telesaurus hoofdzakelijk voor de VRT. In 2007 werd het bedrijf overgenomen door The Entertainment Group.

## Producties (selectie)
- 1999: Rani's verborgen camera (VT4)
- 2000-2001: De leukste eeuw (Eén)
- 2001: Trommels en trompetten (Canvas)
- 2002: De lage landen (Eén)
- 2002-2003: De leukste eeuw van... (Eén)
- 2002-2005: Nachtwacht (Canvas)
- 2003: Alles voor de Show (Eén)
- 2004-2006: Het ABC van de VRT (Eén)
- 2005: Tsunami 12-12 (Eén, VTM)
- 2005-2007: De bovenste plank (Eén)
- 2006: De show van het jaar (Eén)
- 2006-2009: Zo is er maar één (Eén)
- 2007: De weg naar Mekka (Canvas)
- 2009: De wet van Murphy (Eén)